# Regina Awori
Regina Awori est une athlète ougandaise.

## Carrière
Regina Awori est médaillée de bronze du saut en hauteur aux Jeux africains de 1965 à Brazzaville. 